# Feldkircher Zeitung
Die Feldkircher Zeitung war eine österreichische Zeitung mit liberaler Ausrichtung, die zweimal wöchentlich von 1861 bis 1906 in Feldkirch erschien. Ab 1870 führte sie den Nebentitel Stimme der Verfassungsfreunde in Vorarlberg.